# Concerto piccolo über B-A-C-H
Concerto piccolo über B-A-C-H is een compositie van Arvo Pärt. Als basis voor het werk diende Pärts werk Collage sur B-A-C-H uit 1964. Dat werk is een collage van werkjes van Johann Sebastian Bach. In 1994 kreeg Pärt het verzoek van het Göteborg Symfonieorkest en zijn muzikaal leider voor een nieuw werk. Pärt leverde vervolgens zijn Concerto piccolo über B-A-C-H bij dirigent Neeme Järvi af. Het was dan ook die combinatie, die met trompetmaestro Håkan Hardenberger de eerste uitvoering gaf. Dat was op 23 oktober 1994. In 2000 legde diezelfde combinatie het werk vast op een opname van BIS Records. Zo kort als het concerto is, het bestaat nog steeds uit de driedelig opzet:
1. Preciso in toccatavorm van circa 3 minuten
2. Lento in sarabandevorm van circa 3 minuten
3. Deciso in ricercarevorm van circa 2 minuten

De muziek slingert heen en weer tussen barok (van Bach zelf) en neoclassicisme en moderne muziek met clusters van Pärt. Het werk van Pärt bevond zich gedurende een langere periode op de scheidslijn tussen "oude" en "nieuwe" muziekstromingen. Fragmenten uit de muziek van Bach komen boven drijven om vervolgens snel weer uit zicht te raken. Zo zijn bijvoorbeeld het begin van Bachs Air en de melodie uit de sarabande uit de Engelse suite nr. 6 te horen.  Uiteraard ontbreekt ook het Bach-motief niet.
Het trompetconcert is geschreven voor:
- solotrompet
- klavecimbel en piano
- violen, altviolen, celli en contrabassen

Eerste Symfonie (1963) · Tweede Symfonie (1966) · Pro et contra (1966) · Derde Symfonie (1971) · Für Alina (1976) · Fratres (1977) · Sarah was ninety years old (1976) · Arbos (1977) · Tabula Rasa (1977) · Cantus in memory of Benjamin Britten (1977) · Missa sillabica (1977) · Variationen zur Gesundung von Arinuschka (1977) · Spiegel im Spiegel (1978) · Summa (1980) · De profundis (1980) · Passio Domini nostri Jesu Christi secundum Johannem (1982) · Te Deum (1986) · Stabat mater (1985) · Zeven Magnificat-antifonen (1988) · Festina lente (1990) · Miserere (1989) · Magnificat (1989) · The Beatitudes (1991) · Silouans Song (1991) · Berliner Messe (1992) · Concerto piccolo über B-A-C-H (1994) · Which was the Son of... (2000) · Passacaglia (2003) · In principio (2003) · Lamentate (2002) · Da pacem Domine (2004) · Für Lennart in memoriam (2006) · Vierde symfonie "Los Angeles" (2008) · The deer's cry (2008)